# Axel Clerget
Axel Clerget (Saint-Dizier, 28 de febrero de 1987) es un deportista francés que compite en judo.
Participó en los Juegos Olímpicos de Tokio 2020, obteniendo una medalla de oro en la prueba de equipo mixto. En los Juegos Europeos de Minsk 2019 consiguió una medalla de bronce en la misma prueba.
Ganó dos medallas de bronce en el Campeonato Mundial de Judo, en los años 2018 y 2019, y una medalla de plata en el Campeonato Europeo de Judo de 2017.

## Palmarés internacional
| Juegos Olímpicos   | Juegos Olímpicos    | Juegos Olímpicos  | Juegos Olímpicos |
| Año                | Lugar               | Medalla           | Categoría        |
| ------------------ | ------------------- | ----------------- | ---------------- |
| 2020               | Tokio (Japón)       | Medalla de oro    | Equipo mixto     |
| Campeonato Mundial |                     |                   |                  |
| Año                | Lugar               | Medalla           | Categoría        |
| 2018               | Bakú (Azerbaiyán)   | Medalla de bronce | –90 kg           |
| 2019               | Tokio (Japón)       | Medalla de bronce | –90 kg           |
| Juegos Europeos    |                     |                   |                  |
| Año                | Lugar               | Medalla           | Categoría        |
| 2019               | Minsk (Bielorrusia) | Medalla de bronce | Equipo mixto     |
| Campeonato Europeo |                     |                   |                  |
| Año                | Lugar               | Medalla           | Categoría        |
| 2017               | Varsovia (Polonia)  | Medalla de plata  | –90 kg           |